# Snapshots from EōN
Snapshots from EōN es un «box set» con material musical exclusivo del compositor y productor musical francés Jean-Michel Jarre, publicado oficialmente el 13 de diciembre de 2019 por Sony Music y distribuido por Columbia Records.

## Antecedentes
Snapshots from EōN es una colección de tres extractos musicales provenientes de «EōN», una aplicación musical móvil desarrollada por Jarre y el equipo de Sony Music, la cual está diseñada y programada como una aplicación de música infinita.
Dicha aplicación fue publicada el 7 de noviembre de 2019 para el sistema operativo iOS de Apple con un costo de USD $8.99 y se espera que la versión compatible con el sistema operativo Android se lance en 2020.
La creación de este compilado de extractos tiene como finalidad capturar parte de la reproducción aleatoria y única que tuvo la app EōN en su fase de testeo y que quede como un registro de Jarre para la posteridad.
Este trabajo discográfico no es considerado como un álbum dentro del catálogo musical de Jarre, sino que un lanzamiento neutro, ya que en sí toda la música continua producida por la app representa un álbum, un álbum infinito.

## Comercialización del Box Set
«Snapshots from EōN» fue anunciado como un nuevo box set a mediados de noviembre de 2019 a través de las redes sociales del artista. Por ser éste un box set tan descomunal y exclusivo su precio al público fue de €300, lo cual resultó ser muy elevado para el bolsillo de varios quienes comentaron dicha publicación. Snapshots from EōN es una edición limitada a 2000 ejemplares certificados y firmados por el mismo Jarre, proceso que le llevó en terminar 7 horas, según él lo indica. La distribución de las cajas comenzó una semana antes de la fecha de publicación para hacer coincidir su entrega a cada comprador con la fecha propuesta por Jarre.
Este es el primer lanzamiento de Jarre solo disponible en box set, no será publicado en una edición sola en CD doble ni tampoco en servicios de streaming, ya que para eso existe la app.

## Contenido
El box set contiene un libro de tapa dura con dos discos de vinilo (picture disc) y dos CD. El primer vinilo contiene el Snapshot 1, una grabación de 39 minutos, dividida en dos partes por cada cara del vinilo. El segundo vinilo contiene de igual forma el Snapshot 2, una grabación de 38 minutos. El contenido de los CD es totalmente distinto: el primer CD contiene los Snapshots 1 y 2, sin cortes, mientras que el segundo CD contiene el Snapshot 3, una grabación exclusiva en CD con una duración de 51 minutos.
El contenido del libro, al igual que la música es minimalista. Posee numerosas y variadas imágenes tomadas de los gráficos de la aplicación e información sobre todo el contexto y trasfondo del proyecto.

## Lista de temas

### CD
| CD 1  |              |          |  |
| N.º   | Título       | Duración |  |
| 1.    | «Snapshot 1» | 39:28    |  |
| 2.    | «Snapshot 2» | 38:46    |  |
| 78:14 |              |          |  |

| CD 2  |              |          |  |
| N.º   | Título       | Duración |  |
| 1.    | «Snapshot 3» | 51:54    |  |
| 51:54 |              |          |  |